# Copiula
Copiula és un gènere de granotes de la família Microhylidae que és endèmic de l'illa de Nova Guinea.

## Taxonomia
- Copiula exspectata Günther, (2002).
- Copiula fistulans (Menzies & Tyler, 1977).
- Copiula major (Günther, 2002).
- Copiula minor (Menzies & Tyler, 1977).
- Copiula obsti (Günther, 2002).
- Copiula oxyrhina (Boulenger, 1898).
- Copiula pipiens (Burton & Stocks, 1986).
- Copiula tyleri (Burton, 1990).